# Eysenhardtia orthocarpa
Eysenhardtia orthocarpa är en ärtväxtart som först beskrevs av Asa Gray, och fick sitt nu gällande namn av Sereno Watson. Eysenhardtia orthocarpa ingår i släktet Eysenhardtia och familjen ärtväxter.

## Underarter
Arten delas in i följande underarter:
- E. o. orthocarpa
- E. o. tenuifolia